# Treball a preu fet

Construcció d'un habitatge prefabricat, contractat a preu fet.

En tots els  sectors econòmics s'utilitza el concepte de treball a preu fet (o a escar, a escarada, a estall) com el mitjà per a augmentar la producció dels treballadors directes. El IV Conveni Col·lectiu General de la Construcció a Espanya,
en el seu article 29, defineix el treball a preu fet, a preu fet o per unitat d'obra, amb primes a la producció o amb incentius de la següent manera:
- Si el treballador acaba la tasca abans de concloure la jornada diària, l'empresa pot oferir-li, i aquest acceptar o no, entre continuar prestant els seus serveis fins a l'acabament de la jornada, o que abandoni el treball, donant per acabada la mateixa.
- En els treballs a preu fet o per unitat d'obra, i a efectes de la seva retribució, només s'atén a la quantitat i qualitat de l'obra o treball realitzat, pagant per peces, mesures, trossos, conjunts o unitats determinades, independentment del temps invertit en la seva realització, si bé pot estipular un termini per a la seva terminació, en aquest cas, haurà acabar dins d'ell, però sense que pugui exigir, en aquest cas, un rendiment superior al normal.
- En els treballs que es prestin a la seva aplicació, es poden establir primes a la productivitat o incentius, de tal manera que a la gent gran rendiments que s'assoleixin en el treball, corresponguin uns ingressos que guardin, respecte als normals, almenys, la mateixa proporció que la d'aquests rendiments en relació amb els normals

| « | El treball a preu fet consisteix en la realització, per jornada, d'una determinada quantitat d'obra o treball. Es caracteritzen aquests sistemes per posar en relació directa la retribució amb la producció del treball, amb independència, en principi, del temps invertit en la seva realització i per tenir com a objectiu la consecució d'un rendiment superior al normal. | » |
| — | |   |

## Modalitats
El treball a preu fet pot ser de dos tipus:
- 'Per hores:' es paga en funció del nombre d'hores treballades, o període que es pot definir com una guàrdia o un dia.
- 'Per unitat:' quan el pagament depèn del nombre d'unitats de peces produïdes.
- 'Per quantitat:' quan el pagament depèn de la quantitat de feina feta (els enguixadors a Catalunya cobren a tant el metre).

## Riscos laborals del treball a preu fet
El treball a preu fet de manera continuada comporta l'existència potencial de ser perjudicial per a la salut tant físicament com psíquicament pel fet d'estar treballant a un ritme superior a una activitat normal pel desig d'acumular més sou i acabar la feina abans.